# Sabanejewia caspia
Sabanejewia caspia es una especie de pez de la familia Cobitidae en el orden de los Cypriniformes.

## Morfología
Los machos pueden llegar alcanzar los 8,8 cm de longitud total.

## Hábitat
Vive en zonas de clima templado entre 10 °C - 25 °C de temperatura.

## Distribución geográfica
Se encuentra en la  cuenca del mar Caspio: entre el río  Kura (Georgia) y Babul (Irán).